# Teaca
Teaca (Hongaars: Teke, Duits Tekendorf) is een Roemeense gemeente in het district Bistrița-Năsăud.
Teaca telt 6015 inwoners.
De gemeente bestaat uit de dorpen:
- Archiud 	(Arkeden bei Bistriz of	Mezőerked)
- Budurleni 		(Budurló)
- Ocnița 	(Salzgruben of	Mezőakna)
- Pinticu 	(Pintak of	Szászpéntek)
- Teaca 	(Tekendorf of 	Teke)
- Viile Tecii 	(Großeidau 	of Kolozsnagyida)

In het verleden woonden er in de gemeente veel Saksen en ook Hongaren (Zie: Hongaarse minderheid in Roemenië).

## Historische bevolkingsamenstelling 1900
De onderstaande drie dorpen hadden in het verleden grote Saksische en/of Hongaarse bevolkingsgroepen:
- Teaca 	(Tekendorf of 	Teke) had 2554 inwoners, 586 Roemenen, 596 Hongaren en 1179 Saksen.
- Archiud 	(Arkeden bei Bistriz of	Mezőerked) had 1147 inwoners, 887 Roemenen en 253 Hongaren.
- Viile Tecii 	(Großeidau 	of Kolozsnagyida) had 1120 inwoners, 612 Roemenen, 221 Hongaren en 226 Saksen